# Stane Bajuk
Stane Bajuk, slovenski organizator študentskega gibanja in partizan, * 19. marec 1916, Drašiči, † 22. januar 1943, Bič, Trebnje.

## Življenje in delo
Diplomiral je 1941 na ljubljanski Pravni fakulteti. Že ob študiju prava se je priključil napredno usmerjenim študentom. Deloval je v univerzitetnih strokovnih društvih, pri organizaciji narodnoobrambnih taborov in bil predsednik Slovenskega kluba. Član Komunistične partije Slovenije je postal 1940. Po kapitulaciji Kraljevine Jugoslavije je bil med organizatorji narodnoosvobodilne borbe na ljubljanski univerzi. Leta 1942 je odšel v partizane, kjer je bil med drugim politični komisar 1. bataljona Tomšičeve brigade. Padel je v bojih brigade z italijanskim okupatorjem.